# Motmotchachalaca
Motmotchachalaca (Ortalis motmot) är en fågel i familjen trädhöns inom ordningen hönsfåglar.

## Utbredning och systematik
Motmotchachalacan förekommer från Guyanaregionen till södra Venezuela och norra Amazonområdet i Brasilien. Den behandlas numera som monotypisk. Tidigare inkluderades brunhuvad chachalaca (O. ruficeps) som en underart och vissa gör det fortfarande.

## Status
IUCN kategoriserar arten som livskraftig men inkluderar brunhuvad chachalaca i bedömningen.

## I populärkulturen
Fågeln kallas på brasiliansk portugisiska för Aracuã pequeno. På detta namn baserades det något annorlunda och mer hackspettliknande "djungelns clown" – aracuan – i Disneys Kalle Anka i djungeln (se även här).